# Liste der denkmalgeschützten Objekte in Rechnitz
Die Liste der denkmalgeschützten Objekte in Rechnitz enthält die 20 denkmalgeschützten, unbeweglichen Objekte der Gemeinde Rechnitz.

## Denkmäler
| Foto |                 | Denkmal | Standort                                               | Beschreibung | Metadaten |
| ---- | --------------- | --- | ------------------------------------------------------ | --- | --- |
| ja   | Datei hochladen | Evang. Friedhofskapelle HERIS-ID: 12296 Objekt-ID: 8434                                                        | Alois Gossi-Gasse Standort KG: Rechnitz                | | BDA-Hist.: Q38126903 Status: § 2a Stand der BDA-Liste: 2025-06-30 Name: Evang. Friedhofskapelle GstNr.: 1091 |
| ja   | Datei hochladen | Aussichtswarte am Geschriebenstein HERIS-ID: 12306 Objekt-ID: 8444                                             | Am Geschriebenstein Standort KG: Rechnitz              | Die Gemeinde Rechnitz erbaute 1913 diese Aussichtswarte am Geschriebenstein, heute liegt sie genau an der Staatsgrenze zwischen Österreich und Ungarn. Initiator war der Steuernotar Ladislaus Gullner, Baumeister war der Rechnitzer Josef Varga. Die Aussichtswarte aus Stein wurde anstelle eines Holzturms, den die Gemeinde Güns 1891 errichtet hatte, erbaut. Die Warte bildet die Mitte des Naturparks Geschriebenstein – Írottkő. Seit dem Fall des Eisernen Vorhangs ist der Aussichtsturm wieder ein beliebtes Ausflugsziel. | BDA-Hist.: Q38127175 Status: § 2a Stand der BDA-Liste: 2025-06-30 Name: Aussichtswarte am Geschriebenstein GstNr.: 5185 Watch tower Írott-kő |
| ja   | Datei hochladen | Landessonderkrankenhaus und Heilstätte HERIS-ID: 12305 Objekt-ID: 8443                                         | Am Hirschenstein Standort KG: Rechnitz                 | Die Heilstätte Hirschenstein wurde zwischen 1952 und 1955 für tuberkulose- und lungenkranke Patienten am Hirschenstein errichtet. Seit 1987 werden im Pflegezentrum Hirschenstein pflegebedürftige Menschen betreut. | BDA-Hist.: Q38127123 Status: § 2a Stand der BDA-Liste: 2025-06-30 Name: Landessonderkrankenhaus und Heilstätte GstNr.: 5365 Landessonderkrankhaus und Heilstätte, Rechnitz |
| ja   | Datei hochladen | Ehem. Granarium HERIS-ID: 12297 Objekt-ID: 8435seit 2015                                                       | Bahnhofstraße 13 Standort KG: Rechnitz                 | Der Schüttkasten hat vier Geschoße und ein Krüppelwalmdach. An der Nordfront zeigt der ehemalige Getreidespeicher das Wappen der Familie Batthyány. | BDA-Hist.: Q2259937 Status: Bescheid Stand der BDA-Liste: 2025-06-30 Name: Ehem. Granarium GstNr.: 1597/2, 1569, 1596 Granarium Rechnitz |
| ja   | Datei hochladen | Ehem. Kreuzstadel HERIS-ID: 12304 Objekt-ID: 8442                                                              | südlich Bahnhofstraße 57 Standort KG: Rechnitz         | Am südlichen Ortsrand von Rechnitz liegt der wegen seines kreuzförmigen Grundrisses so genannte Kreuzstadl. Hier wurden beim Massaker von Rechnitz in der Nacht vom 24. auf den 25. März 1945 ca. 180 ungarische Juden ermordet. Die Erschießung erfolgte durch den örtlichen Gestapoführer Franz Podezin und einige Helfer. Trotz oftmaliger Suchgrabungen konnten die Gräber der Opfer bis heute nicht gefunden werden. 1993 wurde der Kreuzstadel von der Israelitischen Kultusgemeinde angekauft, um der Nachwelt als mahnendes Denkmal erhalten zu bleiben. | BDA-Hist.: Q30152087 Status: § 2a Stand der BDA-Liste: 2025-06-30 Name: Ehem. Kreuzstadel GstNr.: 8822 Kreuzstadl Rechnitz |
| ja   | Datei hochladen | Friedhofskirche hll. Sebastian, Fabian und Florian HERIS-ID: 12295 Objekt-ID: 8433                             | Günser Straße Standort KG: Rechnitz                    | Am höchsten Punkt des katholischen Friedhofs Rechnitz gelegen, wurde die Friedhofskapelle zwischen 1703 und 1710 erbaut und den Pestheiligen Fabian und Sebastian geweiht. Den Altar bildet der Unterteil eines Sarkophages aus dem Mausoleum, als Portal wurde ein von dort stammendes Eisentor von der Familie Batthyány zur Verfügung gestellt. Die Kapelle ist während der Kampfhandlungen um Rechnitz Ende März/April 1945 abgebrannt. Sie wurde nach dem Zweiten Weltkrieg wieder aufgebaut und neu eingeweiht. 1970–1972 wurde die Kapelle renoviert und zur Aufbahrungshalle umgestaltet. | BDA-Hist.: Q38126850 Status: § 2a Stand der BDA-Liste: 2025-06-30 Name: Friedhofskirche hll. Sebastian, Fabian und Florian GstNr.: 10355 |
| ja   | Datei hochladen | Kath. Pfarrkirche hl. Katharina HERIS-ID: 12292 Objekt-ID: 8430                                                | bei Hauptplatz 9 Standort KG: Rechnitz                 | Die Vorgängerkirche hl. Margaretha wurde im Ersten Österreichischer Türkenkrieg im Jahr 1532 zerstört. Der heutige Kirchenbau hl. Katharina wurde im Jahre 1654 unter Graf Ádám Batthyány begonnen und erst 1679 unter seinem Enkel Adam II. Batthyány vollendet. | BDA-Hist.: Q1736083 Status: § 2a Stand der BDA-Liste: 2025-06-30 Name: Kath. Pfarrkirche hl. Katharina GstNr.: 9 Katharinenkirche (Rechnitz) |
| ja   | Datei hochladen | Mariensäule HERIS-ID: 12309 Objekt-ID: 8447                                                                    | bei Hauptplatz 11 Standort KG: Rechnitz                | Pietà – Mariensäule vor dem Hauptportal der katholischen Pfarrkirche Rechnitz. Die Säule zeigt ein Standbild der „schmerzhaften Mutter“, umgeben von vier Engelfiguren auf Pfeilern, die ein schmiedeeisernes Gitter verbindet. Auf breiter Deckplatte befindet sich die Steinfigur der Muttergottes mit dem Leichnam Christi im Schoß. Die Säule wurde von der Familie Batthyány in den Jahren 1710/11 aus Dankbarkeit für das Erlöschen der Pest errichtet. Da die Säule durch einen starken Sturm arg beschädigt worden war, wurde sie am 1. Juli 1793 restauriert wieder aufgestellt. | BDA-Hist.: Q38127282 Status: § 2a Stand der BDA-Liste: 2025-06-30 Name: Mariensäule GstNr.: 8 Mariensäule Hauptplatz (Rechnitz) |
| ja   | Datei hochladen | Figurenbildstock hl. Josef HERIS-ID: 12310 Objekt-ID: 8448                                                     | Hauptplatz (hinter Kirche) Standort KG: Rechnitz       | Die Statue des hl. Josef mit Jesuskind stand früher vor der Einfahrt zum Schloss Rechnitz. Heute befindet sie sich im Vorgarten des Pfarrhauses Rechnitz. | BDA-Hist.: Q38127309 Status: § 2a Stand der BDA-Liste: 2025-06-30 Name: Figurenbildstock hl. Josef GstNr.: 465 Figurenbildstock Heiliger Josef, Rechnitz |
| ja   | Datei hochladen | Jüdischer Friedhof HERIS-ID: 12564 Objekt-ID: 8709                                                             | bei Herrengasse 38a Standort KG: Rechnitz              | Ein Schutzbrief, der den Rechnitzer Juden erlaubte auf einem umschlossenen Friedhof ihre Toten zu begraben, war der Anlass, dass 1682 ein eigener jüdischer Friedhof angelegt wurde. Bis ins 19. Jahrhundert wurde der Friedhof, den ab 1827 eine Steinmauer umgab, durch Grundankäufe vergrößert, sodass das Friedhofsareal nunmehr 8215 m² ausmacht. Bereits in der ersten Hälfte des 18. Jahrhunderts kam es zu Friedhofsschändungen, doch erst während der NS-Zeit ist es zu großen Zerstörungen gekommen. 1988 wurde der Friedhof von der Kultusgemeinde Graz seiner ursprünglichen Bestimmung entsprechend wieder instand gesetzt. Im November 1990 kam es wieder zu Friedhofsschändungen, seitdem ist der Friedhof nicht mehr öffentlich zugänglich. | BDA-Hist.: Q38133513 Status: § 2a Stand der BDA-Liste: 2025-06-30 Name: Jüdischer Friedhof GstNr.: 1192 Jüdischer Friedhof Rechnitz |
| ja   | Datei hochladen | Fatimakapelle HERIS-ID: 12316 Objekt-ID: 8454                                                                  | Herrengasse bei der Ortseinfahrt Standort KG: Rechnitz | Die Fatimakapelle wurde 1954 nach den Plänen von Baumeister Franz Freingruber errichtet. Die Marienstatue stammt direkt aus Fátima und wurde vom damaligen Bischof von Fátima geweiht. | BDA-Hist.: Q38127481 Status: § 2a Stand der BDA-Liste: 2025-06-30 Name: Fatimakapelle GstNr.: 6549 Fatimakapelle, Rechnitz |
| ja   | Datei hochladen | Evang. Pfarrkirche A.B. HERIS-ID: 12294 Objekt-ID: 8432                                                        | bei Hochstraße 1 Standort KG: Rechnitz                 | Nach dem Toleranzpatent von 1781 begannen die Rechnitzer Protestanten mit dem Bau eines Bethauses an der Hochstraße, wobei der Eingang nicht direkt von der Straße aus errichtet werden durfte. Im September 1783 konnte hier der erste evangelische Gottesdienst nach der Gegenreformation gefeiert werden. 1813 wurde ein neuer Altar angefertigt mit einem neuen Altarbild, Christus am Ölberg darstellend. 1838 wurden die ersten Glocken angekauft. Mit dem weiteren Kirchenausbau wurde 1853 begonnen. Dabei erhielt die Kirche ihr heutiges Aussehen mit Fassade, Treppenhaus und neugotischem Turm und Fenstern. Der Haupteingang wurde dabei an die Hochstraße verlegt. Die Kirche wurde 1971/72 komplett renoviert. 1996 wurde der Kirchturm saniert. | BDA-Hist.: Q30150594 Status: § 2a Stand der BDA-Liste: 2025-06-30 Name: Evang. Pfarrkirche A.B. GstNr.: 377 Evangelische Pfarrkirche Rechnitz |
| ja   | Datei hochladen | Evang. Pfarrhaus HERIS-ID: 12300 Objekt-ID: 8438                                                               | Hochstraße 1 Standort KG: Rechnitz                     | Evangelisches Pfarrhaus, Baujahr unbekannt, Von 1964 bis 2012 Jugendgästehaus für Jugendgruppen. Seit 2013 Flüchtlingsheim für Jugendliche. | BDA-Hist.: Q38127032 Status: § 2a Stand der BDA-Liste: 2025-06-30 Name: Evang. Pfarrhaus GstNr.: 380 Evangelisches Pfarrhaus Rechnitz |
| ja   | Datei hochladen | Bartok-Mühle oder Stelzermühle HERIS-ID: 12302 Objekt-ID: 8440                                                 | Mühlbachgasse 1 Standort KG: Rechnitz                  | Das zweigeschoßige Gebäude stammt aus dem 18. Jahrhundert. Auf zwei Seiten sind das Erdgeschoß mit Pfeilerarkaden und das Obergeschoß mit Säulenarkaden gestaltet. | BDA-Hist.: Q38127065 Status: Bescheid Stand der BDA-Liste: 2025-06-30 Name: Bartok-Mühle oder Stelzermühle GstNr.: 1965 |
| ja   | Datei hochladen | Zwillingskalkofen HERIS-ID: 57360 Objekt-ID: 67338seit 2015                                                    | Rechnitz Standort KG: Rechnitz                         | | BDA-Hist.: Q38076154 Status: Bescheid Stand der BDA-Liste: 2025-06-30 Name: Zwillingskalkofen GstNr.: 5405 |
| ja   | Datei hochladen | Mariensäule HERIS-ID: 12308 Objekt-ID: 8446                                                                    | Bahnhofstraße beim Sportplatz Standort KG: Rechnitz    | Mariensäule an der Südausfahrt von Rechnitz neben dem Sportplatz. Die barocke Steinsäule stammt etwa aus dem ersten Viertel des 18. Jahrhunderts. Auf hoher Säule mit abgesetztem Steinsockel sieht man Maria mit dem Jesuskind im Arm. Ursprünglich stand die Säule auf dem Hauptplatz in Rechnitz gegenüber der Einfahrt des Schloss Rechnitz. Während der Kämpfe gegen Ende des Zweiten Weltkrieges wurde die Madonna beschädigt und nach dem Krieg wieder instand gesetzt. Die letzte Restaurierung erfolgte im Jahre 1996. | BDA-Hist.: Q38127218 Status: § 2a Stand der BDA-Liste: 2025-06-30 Name: Mariensäule GstNr.: 8810/2 |
| ja   | Datei hochladen | Weinbergkapelle hll. Johannes und Paulus Märtyrer HERIS-ID: 12314 Objekt-ID: 8452                              | Rechnitzer Weinberg Standort KG: Rechnitz              | Die Weinbergkapelle steht im Rechnitzer Weinberg in der Riede „Rindler“. Sie ist ein Barockbau mit Ziegeln gedeckt, einem gemauerten Altar und einem Altarbild mit den Wetterheiligen Johann und Paul, denen die Kapelle geweiht wurde. Sie wurde 1700 durch Graf Adam II. Batthyany erbaut, da es zu dieser Zeit viele schwere Gewitter gab. Es gibt auch die Annahme, dass die Kapelle dem Weinheiligen St. Urban geweiht worden sei. Das alte Holztor wurde 1950 durch ein schmiedeeisernes Tor aus Grabgittern ersetzt. 1960 und 1996 erfolgten Renovierungen. | BDA-Hist.: Q38127398 Status: § 2a Stand der BDA-Liste: 2025-06-30 Name: Weinbergkapelle hll. Johannes und Paulus Märtyrer GstNr.: 3568 Weinbergkapelle (Rechnitz) |
| ja   | Datei hochladen | Burgruine, Hausberg, Ödes Schloss HERIS-ID: 12307 Objekt-ID: 8445                                              | Standort KG: Rechnitz                                  | Die Ruine Ödes Schloss liegt auf einem markanten Geländevorsprung oberhalb des Badesees Rechnitz im Faludital, und ist über einen markierten Fußweg bzw. eine Forststraße erreichbar. Die Anlage bestand aus einem mächtigen Hochwerk, das von einem Ringgraben und einem Ringwall sowie einer Art Vorburg umgeben und nur aus nordwestlicher Richtung zugänglich war. Heute ist das alles verfallen und mit Hochwald bedeckt. Vom „Öden Schloss“ ist historisch belegt, dass es im Rahmen der „Güssinger Fehde“ des Grafen Iwan gegen Herzog Albrecht I. von Österreich und Steiermark im Jahre 1289 nach längerer Belagerung übergeben werden musste. Nach dem Friedensschluss mit dem ungarischen König Andreas III. wurde die Anlage auf Befehl Herzog Albrecht I. teilweise zerstört. Im 15. Jahrhundert kam es zu einer Einnahme durch Kaiser Friedrich III., zur Belagerung und Eroberung durch König Matthias Corvinus sowie zum Verkauf. Die Burg verlor in der Folge an Bedeutung, da im Ort das Schloss ausgebaut wurde. In der zweiten Hälfte des 19. Jahrhunderts ordnete die Komitatsverwaltung die Zerstörung des „Öden Schlosses“ an, um „Unterschlupfmöglichkeit für Diebsgesindel zu beseitigen“. | BDA-Hist.: Q16321229 Status: Bescheid Stand der BDA-Liste: 2025-06-30 Name: Burgruine, Hausberg, Ödes Schloss GstNr.: 5614/1 Ödes Schloss, Rechnitz |
| ja   | Datei hochladen | Römische Wasserleitung nach Savaria in Rechnitz HERIS-ID: 206294seit 2022                                      | Standort KG: Rechnitz                                  | Archäologisches Denkmal | BDA-Hist.: Q112898821 Status: Bescheid Stand der BDA-Liste: 2025-06-30 Name: Römische Wasserleitung nach Savaria in Rechnitz GstNr.: 12230, 12159, 12215, 12229, 12160, 12228, 12302, 12173, 12221, 12299, 12395, 12154/2, 10361/1, 12385, 12396, 12224, 12393, 12421, 12422, 12423, 12386, 12225, 12223, 2653, 12420, 12382, 12213, 12371, 12372, 12434, 12210, 12211, 12383, 12388, 12389, 12172, 12174, 12306, 12390, 12212, 12283, 12298, 12168, 12304, 12155, 2692, 12156, 12219, 12285, 12303, 12308, 12367, 12384, 12392, 12427, 12381, 12222, 10363/2, 12307, 12209, 12309, 12158, 12305, 12424, 12425, 12154/1, 12214, 12301, 12157, 12163, 12418, 12161, 12284, 12394, 12310, 12387 |
| ja   | Datei hochladen | Mittelneolithische Kreisgrabenanlagen mit jungsteinzeitlichen Siedlungen in Rechnitz HERIS-ID: 113978seit 2023 | Standort KG: Rechnitz                                  | Archäologisches Denkmal Anmerkung: Koordinaten etwa in der Mitte des geschützten Bereiches | BDA-Hist.: Q119231360 Status: Bescheid Stand der BDA-Liste: 2025-06-30 Name: Mittelneolithische Kreisgrabenanlagen mit jungsteinzeitlichen Siedlungen in Rechnitz GstNr.: 8819/53, 12237, 11949, 11944/1, 11914, 11915, 11916, 11945, 12238, 8819/54, 12058, 11917, 12056, 8819/55, 8819/56, 11948, 11913, 11947, 12055, 12057, 11946, 12239, 11922, 11923 |